# Skultuna
Skultuna (Pronuncia svedese: [ˈskɵ̂lːˌtʉːna]) è un'area urbana della Svezia situata nel comune di Västerås, contea di Västmanland.
La popolazione rilevata nel censimento 2010 era di 3 133 abitanti. Skultuna ha alcuni dei più antichi siti industriali della Svezia (tra cui una fabbrica di ottoni dell'inizio del XVII secolo, Skultuna Messingsbruk) e due pietre runiche.